# Анхус
Анхус (в Синодальном переводе, греч. Ακχους; изначально Ахиш евр. אָכִישׁ ʾāḵīš, филист.  𐤀𐤊𐤉𐤔 *ʾāḵayūš; в ассирийских текстах 𒄿𒅗𒌑𒋢 i-ka-ú-su) — филистимлянский царь Гефа, сын Маоха (1Цар. 27:2). Упомянут в Библии как покровитель Давида, когда тот спасался от гнева израильского царя Саула. Анхус участвовал в походе коалиции филистимлянских царей, в ходе которого была наголову разбита израильская армия царя Саула.
Также Анхус именуется Авимелехом (Пс. 33:1; ср. с 1Цар. 21:13).
Ряд лингвистов сопоставляют данное имя с именем Анхиса, отца мифического Энея, а также хурритским akishimige.